# Artère supra-duodénale
 (mai 2025).
L'artère supra-duodénale (ou artère de Wilkie ou artère suprabulbaire) est une artère systémique de l'abdomen.

## Origine
L'artère supra-duodénale est une branche collatérale de l'artère gastro-duodénale.

### Variations
Elle peut parfois naître de l'artère pancréatico-duodénale supéro-postérieure ou de l'artère hépatique commune.

## Trajet
Après un court trajet en direction du duodénum, elle en vascularise la face antérieure de sa partie proximale.